# Nguyễn Hồng Diện
Nguyễn Hồng Diện (sinh 1958) là đại biểu Quốc hội Việt Nam khóa 12, thuộc đoàn đại biểu Hậu Giang.